# نبرد مندر
نبرد مندر در دسامبر ۱۱۴۷ و در پی جنگ صلیبی دوم روی داد. سپاه صلیبی‌های فرانسوی به فرماندهی لوئی هفتم توانستند با پیروزی از کمین نیروهای سلجوقی در رود مندر بگذرند.